# Partido Acción Chubutense
El Partido Acción Chubutense (también conocido como PACh) es una agrupación política de la provincia del Chubut, Argentina. De carácter provincial, fue creada con el objetivo de auspiciar que la provincia sea gobernada por sus ciudadanos y no sea absorbido por los intereses políticos de Buenos Aires. Fue fundado en Esquel en 1966 y posee comités en Puerto Madryn, Trelew, Rawson y Comodoro Rivadavia.

## Historia
El 18 de enero de 1966, en la ciudad de Esquel, se reunieron 43 delegados para la convención pro-constitución de una nueva agrupación política de carácter provincial. Los delegados provenían de Esquel, Comodoro Rivadavia, Trelew, Trevelin, Puerto Madryn, Corcovado y El Maitén. La Carta orgánica del nuevo partido fue aprobada por unanimidad y se decidió el nombre de Acción Chubutense. En la década de 1970 integró la Fuerza Federalista Popular, que se trataba de una confederación de quince partidos políticos provinciales argentinos de tendencia conservadora. Su primer presidente fue el exgobernador Roque González.
En las elecciones de 1973 logró obtener un diputado nacional (Fausto Monbelli). En las elecciones de 1983 obtuvo el 5,01% de los votos. En las elecciones legislativas de 1985 obtuvo el 16,64% de los votos. En las de 1987 obtuvo el 8,47% de los votos. En 1999, realizó un acuerdo con el Partido Justicialista, permitiendo que el partido estuviese doce años en la Legislatura. En el 2005, obtuvo el 13,24% de los votos.
En las elecciones a gobernador de 2007 la fórmula Roque González - Ricardo Irianni salió tercera con el 4,82% de los votos. En las elecciones legislativas de 2009 obtuvo el 8% de los votos. En 2011 intentó hacer una alianza electoral con la Unión Cívica Radical en Puerto Madryn (con el nombre de Alternativa Madrynense), pero el Tribunal Electoral no lo permitió. En las elecciones a gobernador de ese año obtuvo sólo el 1,10% de los votos con la lista encabezada por Sixto Bermejo y Roque González. Hasta ese año obtuvo un bloque en la Legislatura de la Provincia del Chubut.

### Elecciones legislativas de 2013
En junio del 2013, el exgobernador Mario Das Neves, después que la justicia federal determinó que no podía ser candidato del Partido Independiente de Chubut por no ser afiliado, se presentó como precandidato a diputado nacional extrapartidario del PACh. El partido había abierto la participación a extrapartidarios durante un Congreso realizado hacía aproximadamente un mes, aunque algunos sectores rechazaban en principio esa posibilidad. Contando con el apoyo de varios intendentes chubutenses, en las primarias de las elecciones legislativas de 2013, llevadas a cabo el 11 de agosto, la fórmula encabezada por él junto con Elia Nelly Lagoria (de Comodoro Rivadavia), resultó ganadora con cerca del 46,68% de los votos, ganando en 12 de los 15 departamentos de la provincia. Finalmente, en las elecciones legislativas del 27 de octubre, la fórmula del PACh resultó ganadora con más de 151.000 votos (un 52,67%), ganado en 14 de los 15 departamentos y obteniendo dos escaños en la Cámara de Diputados para el período 2013-2017. El PACh también logró colocar a 4 concejales en el Concejo Deliberante de Puerto Madryn y dos consejeros populares en el Consejo de la Magistratura, uno en Trelew y otro en Esquel. Los nuevos diputados asumieron el 4 de diciembre. Das Neves, presidó el interbloque no kirchnerista de bancadas minoritarias, aliados del Frente Renovador de Sergio Massa.

### Elecciones legislativas de 2017
En estas elecciones el partido realiza una alianza con Chubut Somos Todos, Polo Social y Cultura Educación y Trabajo, para conformar el frente Chubut Para Todos en las cuales presenta como candidato Diputado Nacional a Mariano Arcioni.[cita requerida]